# Pedra de tsunami

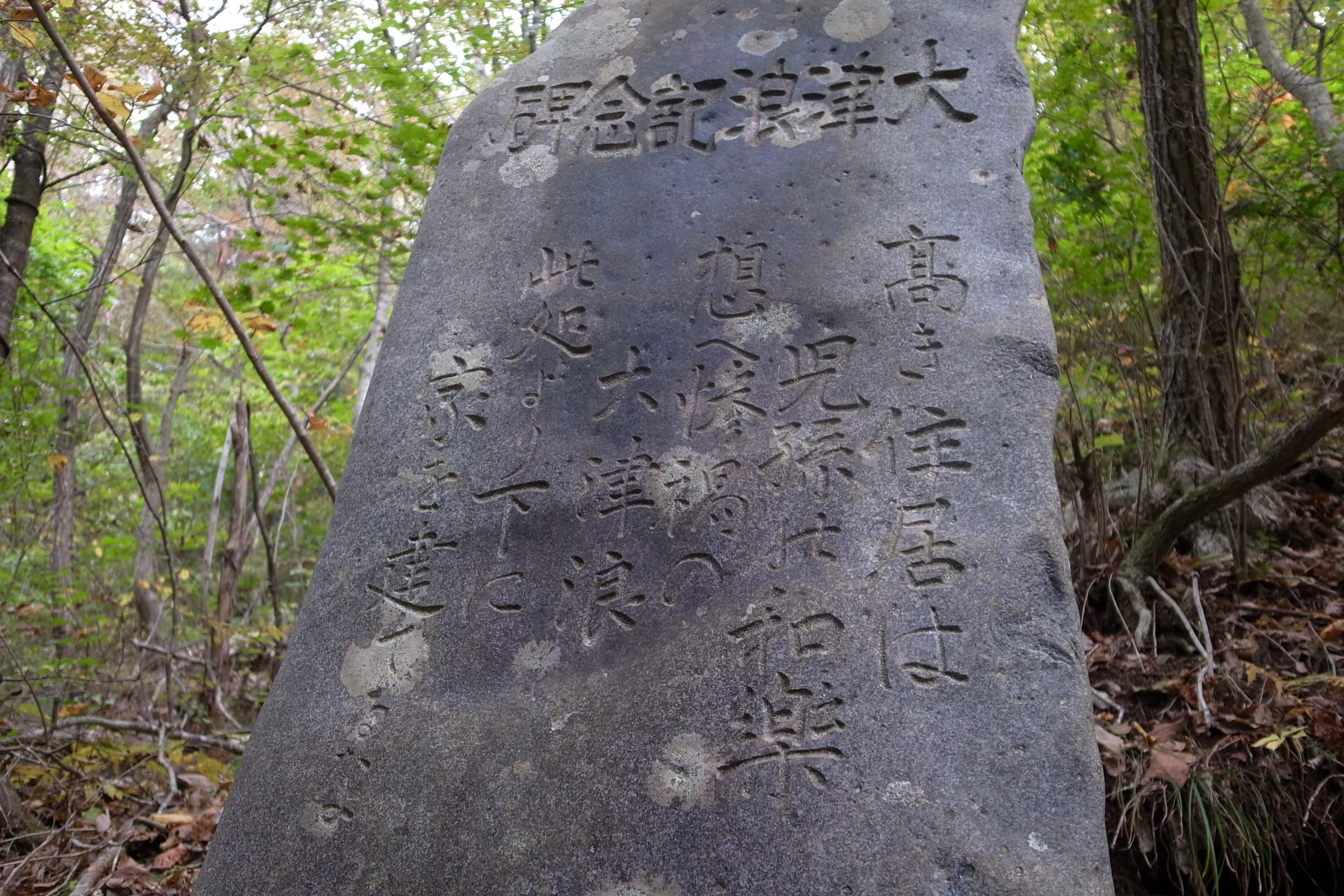
Uma pedra do tsunami erguida para homenagear o terramoto e tsunami de Sanriku de 1933 na vila de Aneyoshi, Miyako, Iwate.

O símbolo usado nos mapas japoneses para monumentos de desastres naturais, incluindo tsunamis, deslizamentos de terra e erupções vulcânicas.

Uma pedra de tsunami é um monumento de pedra que avisa as pessoas para se deslocaram para mais alto após um grande terremoto para evitar um potencial tsunami. As pedras estão espalhadas por toda a costa do Japão. Algumas apenas fornecem este aviso, enquanto outras listam o número de mortos, são colocadas perto de valas comuns ou dizem onde as casas devem ser construídas. Elas têm uma face plana e algumas chegam a atingir 3 metros de altura. Algumas têm mais de 600 anos e outras envelheceram tanto que os caracteres escritos nelas desapareceram. A maioria foi colocada por volta de 1896, após um terramoto e dois tsunamis naquele ano, que causaram cerca de 22.000 mortes. A pedra do tsunami em Aneyoshi diz: "As casas no alto são a paz e a harmonia dos nossos descendentes. ... Lembrem-se da calamidade dos grandes tsunamis. Não construam nenhuma casa abaixo deste ponto."
As pedras ajudam a lembrar as pessoas, como de acordo com o professor da Universidade de Tohoku, Fumihiko Imamura, "Leva cerca de três gerações para as pessoas esquecerem-se. Aqueles que vivenciam o desastre passam para os seus filhos e netos, mas depois a memória desaparece." À medida que algumas cidades costeiras se modernizaram e construíram muros costeiros, alguns cidadãos começaram a ignorar as pedras, pois começaram a acreditar que os muros costeiros os protegeriam. O Japão fica no Anel de Fogo, que regista cerca de 80% dos maiores terramotos e tsunamis do mundo. No Japão, ocorrem todos os anos cerca de 1.500 terramotos suficientemente fortes para serem sentidos pelos humanos, com cerca de 18 por cento dos terramotos do mundo a ocorrerem no país ou nas proximidades.
As pedras são vistas como antiquadas por muitos japoneses. Após o terramoto e tsunami de Tōhoku em 2011, foi sugerido que alguns edifícios destruídos pelo tsunami fossem preservados para servir como avisos. Isto é semelhante ao Memorial da Paz de Hiroshima, que foi preservado após o bombardeamento de Hiroshima em 1945.